# Plana de Gamouda
La plana de Gammouda és una depressió del centre de Tunísia situada entre les muntanya occidentals de la governació de Sidi Bou Zid i el Djebel Hamra i muntanyes menors al sud. Al mig de la plana que té forma allargada (més de 60 km) i estreta (7 km) hi ha la població de Zaafria i al sud Mzaraa.
L'oued El Fakka passa al sud de la població de Zaafria i les aigües de les seves crescudes són controlades per quatre embassaments tradicionals o megdaoua (Mouzi, Cheref, Jlabib i Monsour Sghaier) i dos embassaments moderns (Amont RG i Zaafria RG) que permeten una irrigació de 2000 hectàrees. Les crescudes del Fakka i les de l'oued Sereg-Eddhiba són freqüents a la tardor i deixen el poble aïllat per l'estat de les pistes. També s'exploten pous de superfície però és una tècnica moderna(els primers pous es van obrir els anys vuitanta i només afecta el 4% de la superfície cultivada). La superfície útil per l'agricultura al centre de la plana és de 2712 hectàrees i l'explota la població de Zaafria. Només a la part sud hi ha un altre par útil que explota la població de Mzaraa.
La propietat de la terra encara és dominical però cada vegada més es va repartint la terra entre els membres de les comunitats. Mzaraa està unida a Sidi Bou Zid per carretera que cap a l'oest va a trobar la carretera que porta a Gafsa. En canvi Zaafria només està unida a aquesta carretera i a la capital de la governació per pistes agrícoles asfaltades. L'explotació agrícola es fa per famílies amb entre 9 i 12 membres.